# جوزفين مايلز لويس
جوزفين مايلز لويس (بالإنجليزية: Josephine Miles Lewis)‏ هي رسامة أمريكية، ولدت في 10 مارس 1865، وتوفيت في 11 مايو 1959.